# Dávid Norbert
Dávid Norbert (Nova, 1970. február 4. –) magyar festőművész és grafikus.

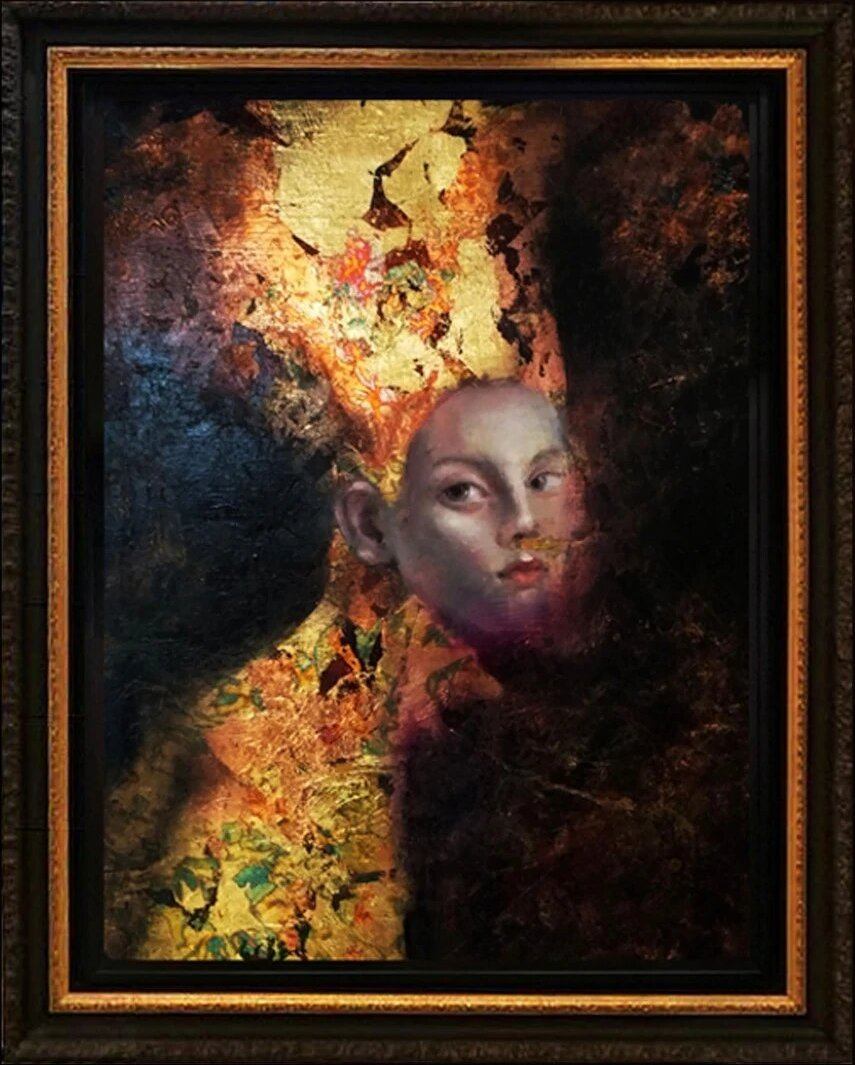

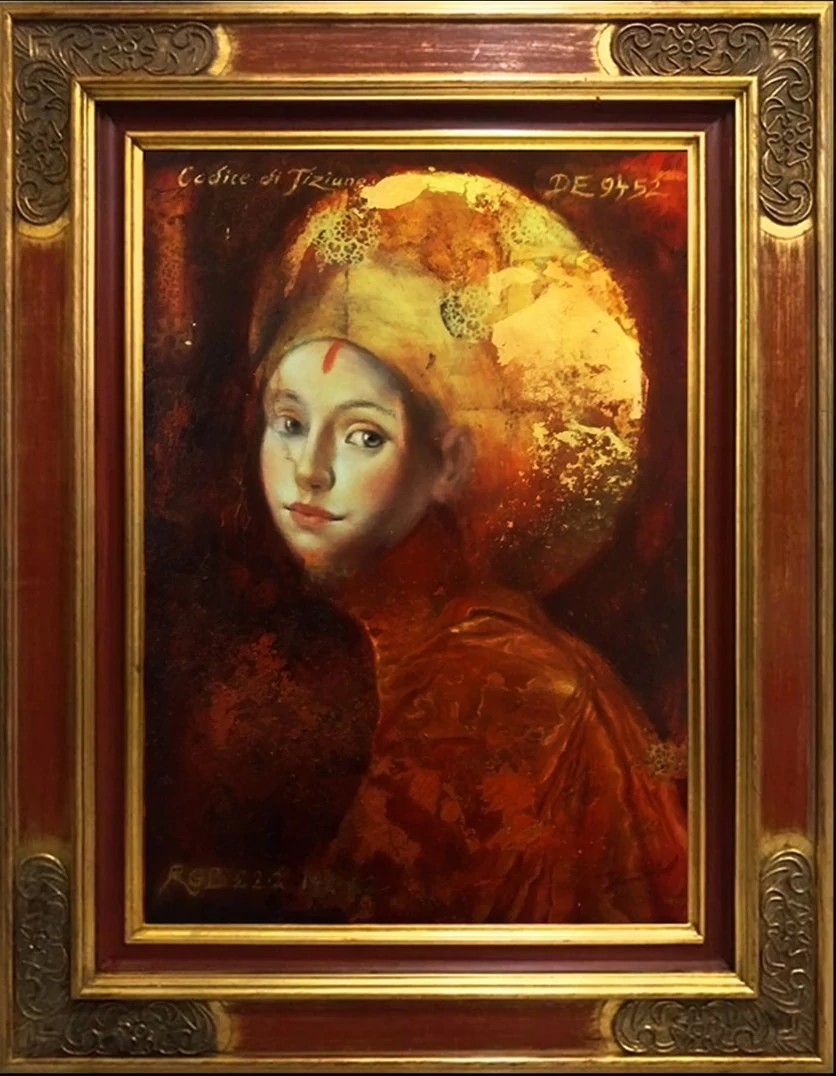

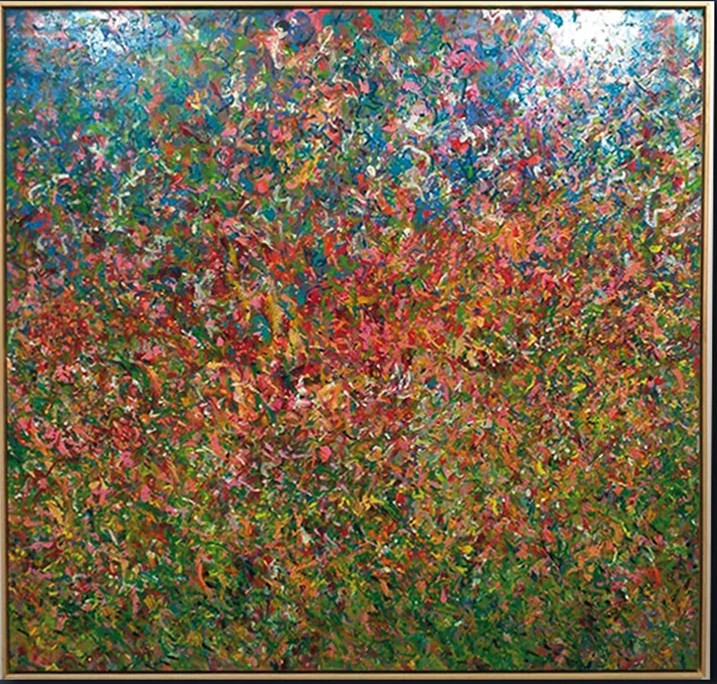

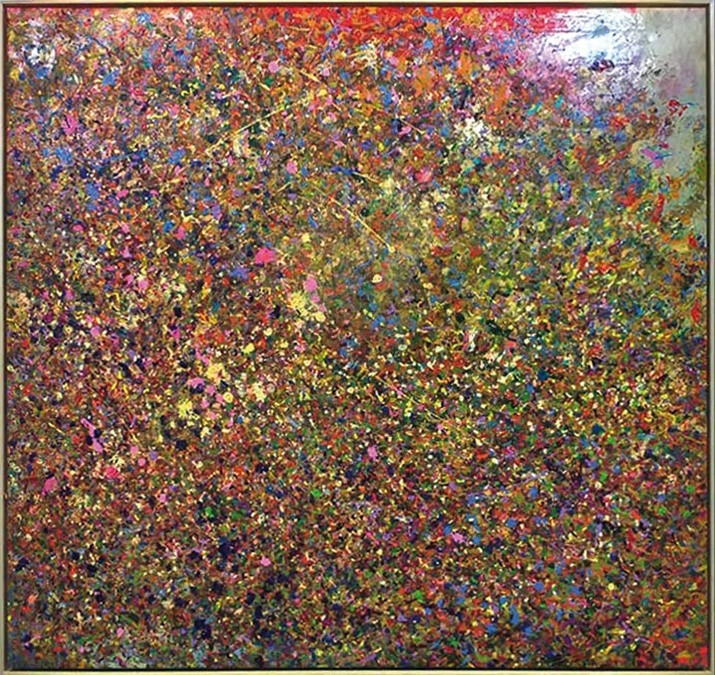

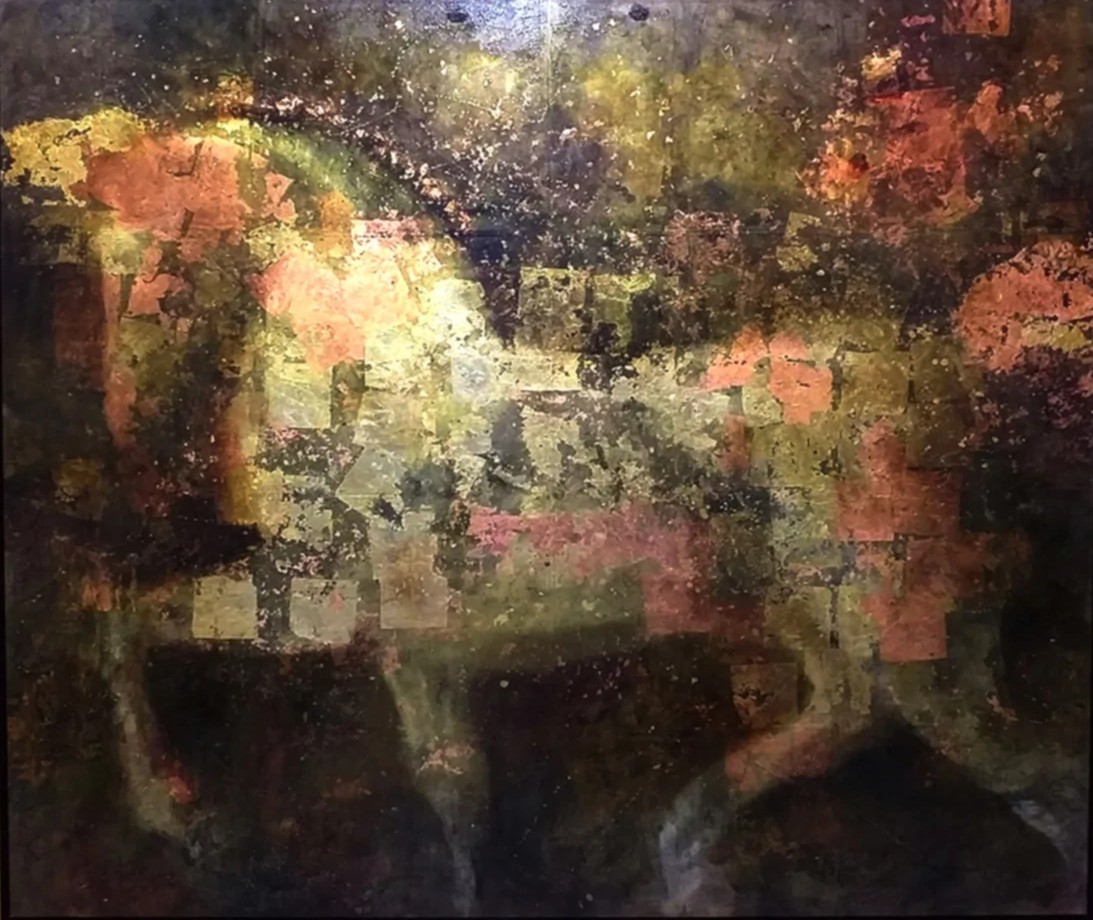

## Élete
Szülei Dávid Géza és Szabó Irén, testvérei: Dávid Attila és ifj. Dávid Géza.
A képzőművészet iránti szerelme és tehetsége már korán megmutatkozott. Alig 8 évesen nagyméretű mozgalmas figurális képeket rajzolt. Gyermekkorában sorra nyerte a rajzversenyeket. Első mesterei Szentes Ottokár és Telkes Miklós voltak, akik szakmai elhivatottságukkal új kapukat nyitottak meg előtte.
Több irányba is vitte kíváncsisága, így a képzőművészetek és a harcművészetek is rabul ejtették. A kyokushinkai karate miatt katonai középiskolába felvételizett és nyert felvételt, ahol a mindennapi fegyelem mellett autodidakta módon képezte magát művészi területen is. A négy év képzőművészeti grafikai anyagából gyűjteményes kiállítást rendezett Győrben. Képzőművészeti alkotásaival, 1988-ban Katonai kulturális Seregszemlén első díjat nyert.
1988-tól a Szentendrei Kossuth Lajos Katonai Főiskolán tanult magasépítő üzemmérnöki szakon, majd 1991-től Pécsett, az akkor még Janus Pannonius Tudományegyetem, Képzőművészet – Rajz-Vizuális nevelés szakon, ahol festészeti és középiskolai művészeti szaktanári diplomát szerzett. Mesterei: Keserű Ilona, Pincehelyi Sándor, Rétfalvi Sándor, Serbakow Tibor, Konkoly Gyula, Pandúr József, és Valkó László.
Több képzőművészeti tanulmányi úton vett részt Olaszországban (Velence – Róma – Firenze – Assisi – Píza ) és Nagy-Britanniában (St Eval, Wells – Cardiff).
Megannyi vizuál-kommunikációs projekt tervezőjeként, valamint művészeti igazgatójaként szerte az országban láthatóak munkái.
Kiállításai – Lentiben, Zalaegerszegen, Győrben, Pécsett, Mohácson, Dunaújvárosban, Birminghamben, Cardiffban, Londonban, Brüsszelben és Budapesten voltak láthatók. Jelenleg Budapesten a Falk Miksa utca 6 szám alatt, saját alkotásaiból önálló galériát működtet, és professzionális művészként dolgozik. Alapítója és vezetője a Fine Arts Capital Művészeti Egyesületnek.

## Iskolái
- 1992 – 1997 – Pécs: PÉCSI TUDOMÁNYEGYETEM – Rajz – Vizuális nevelés szak – Festő –grafikus – Középiskolai Művészeti szaktanár – egyetemi diploma
- 1989 – 1991 – Szentendre: KOSSUTH LAJOS KATONAI FŐISKOLA – Magasépítő Üzemmérnöki képzés
- 1994 – 1998 – Győr: BERCSÉNYI MIKLÓS KÖZLEKEDÉSI SZAKKÖZÉPISKOLA és GIMNÁZIUM – Katonai kollégiumi és sporttagozatos képzés

## Festészeti stílus, művészi koncepció
A Rezonancia Tér, mint művészi koncepció, egy tematikusan épülő életmű szemlélet kibontakozása. Személyes reflexió a belső tudat és a külső világ változásainak kapcsolódására és fejlődésére. Mély és elkötelezett hit a folyamatos művészi benyomás megörökítésére, ugyanakkor érzékeny reakciók a természet, valamint a világ dinamikájának absztrakt bemutatására. Folyamatos keresés a megismerésre – és tiszta őszinte válaszadás a felfedezésekre –, az ebből fakadó felismerés visszacsatolása az önelemzés szintjeire. Nem csak önmegismerés, hanem kísérlet a tudat és az érzékek kitágításának világára a művészet erejével. A világ impulzusainak több dimenziós feldolgozása, ami egyszerre visszatekintés a múltba ugyanakkor kutatás a jövőben úgy, hogy közben a pillanat jelenében megvalósul a felerősítés, azaz Rezonancia. Ebből születik az absztrakció dinamikája.

## Művészi munkássága
- ArtsCap Kortárs Művészeti Magazin főszerkesztő, művészeti vezetője
- ArtsCap Magazin 2023/1/XII. szám, Art for Peace, Supersonic – Az absztrakció dinamikája, Gyermeki szemmel – A jövő bennük van – Dávid Jana Jázmin c. cikkek
- ArtsCap Magazin 2022/2/XI. szám, Rezonancia Tér – Az absztrakció dinamikája III. rész, Teljesség, Gravity, Butterfly Effect c. cikkek
- ArtsCap Magazin 2022/1/X. szám, Rezonancia Tér – Az absztrakció dinamikája II. rész, Resonance Space Art Exhibition David Gallery c. cikk
- Novart Kulturális Magazin (online), Új Reneszánsz – 2022: Tiziano kód, 2022. november 20.
- Novart Kulturális Magazin (online), Az az isteni Ferrari, 2022. augusztus 30.
- Novart Kulturális Magazin (online) Digitális absztrakció – Balog Béla: Pixelek világa, 2022. október 9.
- Novart Kulturális Magazin (online), Dávid Norbert Teljesség, 2022. szeptember 11.
- Novart Kulturális Magazin (online), Dávid Norbert festőművész, szerkesztő – bemutatkozó cikk, 2022. augusztus 12.
- ArtsCap Magazin 2021/4/IX. szám, Köszöntő – Absztrakció, New Renaissance David Gallery virtual tour, Rezonancia Tér – Az absztrakció dinamikája c. cikkek
- ArtsCap Magazin 2021/3/VIII. szám, Köszöntő – Újjászületés, Fibonacci –, Sforza –, Tiziano kód – Új reneszánsz 2021
- ArtsCap Magazin 2021/2/VII. szám, Köszöntő – Több élet, Belső utakon c. cikkek
- ArtsCap Magazin 2021/1/VI. szám, Köszöntő, Alfa és Omega c. cikkek
- ArtsCap Magazin 2020/4/V. szám, Egy nap az almafával – Dávid plein-air, Az az isteni Ferrari c. cikkek
- ArtsCap Magazin 2020/3/IV. szám, Köszöntő, Renaissance c. cikkek
- Előszó – It's Magic: Koreny Ildikó – Én és mindaz, amit Freddie Mercurytól tanultam, illusztrált művészeti kiadvány, 2020, szerzői magánkiadás, ISBN 978-615-00-8966-9

## Médiamegjelenések
- Ridikül.hu/Siker rovat: Dávid Norbert interjú – Én másként látom a világot – hangulatokat, érzéseket ragadok meg, azokat érlelem, 2018. július 19.
- Heti TV – PIRKADAT Breuer Péterrel: Dávid Norbert, 2019. március 18.
- Falk Art Fórum – Minden kép egy történet, 2014. október
- Életvezetés PodCast / Zalatnai Brigitta műsorában

## További megjelenések
- Bslaw Residence Home Gallery
- heartist.uk
- davidgallery.hu
- fineartscap.com
- Saatchi Art
- Fine Art America
- programturizmus.hu
- artmajeur.com
- FAC Artworkportal

## Egyéni kiállítások
- 2024 – Dávid Galédia - RED - (2024.03.22.)
- 2023 – BSLAW BRUSSELS RESIDENCE HOME GALLERY – from RENAISSANCE to RESONANCE
- 2022 – BSLAW BRUSSELS RESIDENCE HOME GALLERY – Rezonancia Tér, Brüsszel
- 2022 – ÉLET ERŐ EXPO 2022 – VIP LOUNGE – Rezonancia Tér – Virtuális kiállítás
- 2013 – tól Dávid Art Galéria néven – Önálló Galéria működtetése Budapesten
- 2011 – 2012-es képek megtekinthetők a pécsi MŰCSARNOK és GALÉRIA bemutatótermében
- 2009 – egyéni kiállítás, Budapest – Cserepes KultúrCafe
- 2006 – egyéni kiállítás, Mohács – SOÓS GALÉRIA – Nők, hangulatok címmel
- 2006 – egyéni kiállítás, Dunaföldvár
- 2006 – egyéni kiállítás, Lenti
- 2005 – 11.03 – 11.25 – NŐK-HANGULATOK – SOÓS GALÉRIA – MOHÁCS 7700 Szabadság u. 24.
- 2004 – 07.02 – 08.08 – HANGULATOK – Dunaföldvári Vármúzeum Galériája 7020 Dunaföldvár, Rátkai köz 2.
- 2004 – 05.06 – 05.27 – HANGULATOK – Pro Arte Művészellátó Galéria 7400 Kaposvár, Ady E. u. 12 – 14
- 2001 – egyéni kiállítás, Pécs, KÉPTÁR GALÉRIA
- 1998 – egyéni kiállítás, Pécs, MŰHELYGALÉRIA
- 1997 – egyéni kiállítás, Pécs, ARTHUS GALÉRIA
- 1997 – egyéni kiállítás, Cardiff, Anglia
- 1988 – egyéni kiállítás, Zalaegerszeg, Zsinagóga
- 1988 – egyéni kiállítás, Győr

## Csoportos kiállítások
- 2024 – David Art Gallery - EQILIBRIUM Art Exhibition
- 2024 – David Art Gallery - PAPILLON CARNEVALE - A MŰVÉSZET ÜNNEPLÉSE -
- 2023 – David Art Gallery, Budapest – Utazók / Passengers
- 2023 – David Art Gallery, Budapest – Resonance
- 2023 – David Art Gallery, Budapest - HORROR VACUI - ( Félelem az ürességtől ) - kamarakiállítás
- 2023 – David Art Gallery, Budapest - UTAZÓK - kamarakiállítás
- 2023 – Art for Peace, Budapest, David Art Gallery/ Golden Duck Gallery & Art Space
- 2022 – BeGinnings, Budapest, David Art Gallery/ Golden Duck Gallery & Art Space
- 2022 – Human Gold, Thoresby Gallery – UK
- 2021 – Manhattan Piano canvas NEW YORK – Youtube
- 2021 – Seasons Art Exhibition, King House Art Gallery
- 2020 – Human Gold, Southwell Minster katedrális – UK
- 2020 – Human Gold Tolna, Kulturális Központ 2019 – Magyar Tájak, Thoresby Gallery – UK
- 2019 – Artists’ Eyes Hungary, Thoresby Gallery – UK
- 2012 – MŰCSARNOK és GALÉRIA Pécs
- 2011 – MŰCSARNOK és GALÉRIA Pécs
- 1996 – csoportos kiállítás, Pécsvárad VÁR GALÉRIA
- 1991 – csoportos kiállítás, Pécs, MŰVÉSZETEK HÁZA

## Díjak, elismerések
- 2021 – King House Gallery, semi- finalists in the "Seasons" art competition – "SOLICITOUS OCTOBER" – UK
- 2011 – Tihany – LEVENDULAHÁZ LÁTOGATÓKÖZPONT – 2011-es év legjobb interaktív kiállításának formatervezője és kivitelezője
- 2011 – Pécs, TIME OUT PÉCS – díj 2011. AZ ÉV PÉCSI MÁRKÁJA: PANNON FILHARMONIKUSOK ZENEKAR – kreatív anyagainak tervezője és kivitelezője
- 1998 – Szentendre, Középiskolák Kulturális Seregszemléjén, Képzőművészeti – I. DÍJ

## Munkahelyek – tagságok
- 2022 – DESIGN LABOR COMPANY Kft. – Művészeti vezető
- 2015-től – Fine Arts Capital Művészeti Egyesület (elnök)
- 2013 – 2014 – TOTAL ART MŰVÉSZETI EGYESÜLET – alapítója
- 2013 – DESIGN LABOR – PÉCS – alapító ötletgazda és vezető
- 2011 – 2012 NOVUM HOUSE ÉPÍTŐIPARI és INGATLANFEJLESZTŐ Kft. belsőépítészeti tervezés
- 2010 – ÖSSZMŰVÉSZETI DESIGN KLASZTER/ ÖDK – alapítója és művészeti vezetője
- 2010 – DAVIDSON KREATÍV MŰVEK/ DAVIDSON ART FACTORY – design stúdió és vizuális kommunikációs műhely kreatív igazgatója
- 2001 – INTREL MARKETING ügynökség – projektmanager és művészeti vezető
- 1998 – QX – IMPEX Kft. – brand designer
- 1996 – TECHNIQ 2000 Kft. – grafikus – designer

## Építészeti design munkák
- 2012 – Orfű, Turisztikai információs pavilon GOMBA BUTIK – tervezés, kivitelezés
- 2011 – Edelény, Földvár rekonstrukció – tervezés
- 2011 – Tekeres, Előregyártható Hétvégi ház – tervezés
- 2010 – Romonya, BLACK HOUSE – családi ház tervezés
- 2004 – Romonya, Napfény völgye ház – tervezés – kivitelezés
- 2004 – Lenti Fürdő – Palm Beach vendéglátó egység tervezés – kivitelezés
- 2004 – Lenti, DOX PUB homlokzat felújítás és belsőépítészeti tervezés és kivitelezés

## Belsőépítészeti munkák
- 2011 – Tihany, Levendulaház Interaktív kiállítás – és belsőépítészeti tervezés – kivitelezés
- 2011 – Tapolcai Tavas barlang – interaktív kiállítás – és belsőépítészeti tervezés
- 2011 – Edelény, Földvár rekonstrukció kiállító tér belsőépítészeti – tervezés
- 2011 – Pécs, Tv Torony – belsőépítészeti tervezés
- 2011 – Pécs, Tettye családi ház belsőépítészeti tervezés
- 2011 – Pécs, Király ház – teraszos lakás belsőépítészeti tervezés
- 2010 – Kreatív Inkubátorház – belsőépítészeti tervezés – irodák
- 2010 – Budapest, Cserepes KultúrCafe belsőépítészeti tervezés és kivitelezés
- 2010 – Budapest, Lurdy Ház, Páholy szendvics – belsőépítészeti tervezés
- 2007 – Pécs, belvárosi ingatlan White Loft – belsőépítészeti tervezés – kivitelezés
- 2006 – Lenti, Generális Söröző és vendégház belsőépítészeti tervezése és kivitelezése
- 2006 – Lenti, Dox étterem belsőépítészeti tervezés – kivitelezés
- 2006 – Lenti, Don Quijote Étterem és apartman ház belsőépítészeti tervezés és kivitelezés
- 2005 – Lenti, Don Quijote Étterem belsőépítészeti tervezés és kivitelezés
- 2004 – Romonya, Napfény völgye ház – tervezés – kivitelezés
- 2004 – Lenti Fürdő – Palm Beach belsőépítészeti tervezés – kivitelezés
- 2004 – Lenti, Tropical Pizzéria – belsőépítészeti tervezés – kivitelezés
- 2003 – Lenti, Generális söröző – belsőépítészeti tervezés – kivitelezés

## Installációk és belsőépítészeti munkák
- 2011 – Tihany, LEVENDULAHÁZ és LÁTOGATÓKÖZPONT mennyezeti és oldalfal – 650m2 dekorációs festése
- 2004 – Székesfehérvár – ALBA PLÁZA – 80 m-es freskó (figurális falfestmény készítése)
- 2003 – Pécs, PÉCS PLAZA – MOVIE CAFFE – 65 m2-es freskó (figurális falfestmény készítése)
- 2003 – Pécs, PÉCS PLAZA – GYERMEKJÁTSZÓ – 70 m2-es freskó (figurális falfestmény készítése)
- 2004 – Lenti, TEXAS PUB – teljes dekorációs belső festés
- 2005 – Pécs, Magánlakás – dekoráció belső festés

## Arculattervezési és vizuális kommunikációs munkák
- 2013–2014 – CZINEGE MANUFAKTÚRA – arculati munkái; DÉDAPÁMHÁZA – vendégház teljes arculat; CSODAMÉZ – CSOMAGOLÁS TERVEZÉS; NATURALPÁR KFT – MAGYAR PAPRIKA – CSOMAGOLÁS DESIGN; LEGJOBBLAKÁSOK INGATLAN (AVATAR FRANCHISE TAGJA) – TELJES ARCULAT DESIGN
- 2011–2012 – Budapest, DUNA HUNGÁRIA ÉPÍTŐIPARI és KERESKEDŐ CSOPORT Zrt. arculattervezés és vizuális kommunikáció tervezés és kivitelezés
- 2011-2012 – Pécs, POZITÍV – DÉL DUNÁNTÚL ELSŐ ONLINE KREATÍV MAGAZINJÁNAK ötletgazdája és elindítója
- 2011-2012 – Pécs, ÖSSZMŰVÉSZETI DESIGN KLASZTER – ötletgazdája és elindítója – vizuális tervezőgrafikai munkák elvégzése és koordinációja
- 2011-2012 – Pécs, NOVUM HOUSE Építőipari Kft. – Tisztán és Élhetően – Ötletgazdája –Arculat tervezés és vizuális kommunikáció – tervezői feladatok
- 2003-2012 – Pécs, PANNON FILHARMONIKUSOK – PÉCS teljes körű vizuális kommunikáció kidolgozása – rendezvény arculatok
- 2007-2012 – Pécs, ANDA FESTÉKHÁLÓZAT teljes körű vizuális kommunikáció kidolgozása – termék arculatok és design fejlesztés – PÁVA – POLÓ – ZERGE festékcsaládok
- 2008-2012 – Lenti, LENTI TERMÁÁLFÜRDŐ és SZENT GYÖRGY ENERGIA PARK teljes körű vizuális kommunikáció kidolgozása – komplett arculat tervezés és folyamatos kivitelezés – MEGLÁTOD és MEGSZERETED – kampány
- 2008-2010 – Őriszentpéter, ANTRO CSOPORT – SOLO – DUO első magyar hibrid autó arculat – vizuális kommunikációs munkái
- 2005-2008 – Dunaújváros –DUNAFERR ZRT. leányvállalatának D-ÉG Zrt., illetve a D-ÉG PONTOK arculat tervezés és teljes körű vizuális kommunikáció. – EGY GYÜMÖLCSÖZŐ KAPCSOLATÉRT- kampány kivitelezése és lebonyolítása
- 2011-2014 – Pécs, PANNON FILHARMONIKUSOK–PÉCS PANNONICUM – A MI ZENÉNK VILÁGA- kampány kreatív tervezése és kivitelezése
- 2012 – ANDA FESTÉKÁRUHÁZAK – PIANÓ – termékcsalád vizuális megjelenés és bevezetés
- 2006-2007 – PÉCS MEGYEI JOGÚ VÁROS ÖNKORMÁNYZATA részére készült városi – ÖRÖKSÉGÜNK A KULTÚRA – PÉCS a JÖVŐ VÁROSA – imázs kampány és kiadványsorozat teljes körű tervezése és kivitelezése
- 2006-2007 – D-ÉG ZRT. – BÍRJA A MELEGET? – országos kampány tervezése és kivitelezése
- 2008-2009 – CINEPÉCS NEMZETKÖZI FILMFESZTIVÁL – Pécs, vizuális kommunikációjának és arculatának tervezése
- 2007-2008 – SZENTIVÁNPUSZTAI ÁSVÁNYVÍZ – termékportfólió (JOVIA – ATTAL A– SPORT összeállítása – teljes körű tervezése – formatervezés és kommunikációs kivitelezés
- 2007-2008 – FESTÉKLÁNC – ORSZÁGOS BESZERZÉSI TÁRSULÁS – arculattervezése és vizuális kommunikációjának kivitelezése
- 2006-2007 – GOODS MARKET – frenchise üzlethálózat ötletgazda és vizuális megjelenés tervezése
- 2006-2007 – PÉCS GIFT – Pécs- promóciós termékcsalád ötletgazda és kivitelezés
- 2005-2006 – Kaposvár, SZEFU –– SZERSZÁMFUTÁR – arculat és vizuális kommunikáció – SZERSZÁMOT HÁZHOZ A SZERSZÁMFUTÁR HOZ – arculat bevezető kampány
- 2002-2003 – Pécs, PTE – ICWIP – NEMZETKÖZI DIÁKTALÁLKOZÓ – MEDIART – Arculat és design tervezés

## Interaktív kiállítások tervezése és kivitelezése
- 2012-2013 – ÉRTÉKES PÉCS projekt pályázati tervkönyv elkészítése, majd a nyertes ÉRTÉKES PÉCS projekt interaktív kiállításainak – Cella Septichora, Középkori Egyetem belsőépítészeti tervezése és kiviteli tervek elkészítése.
- 2013 – Pécsváradi Vár – a bencés szerzetesrend életét bemutató kiállítás belsőépítészeti tervezése
- 2011 – Tihany, LEVENDULAHÁZ és LÁTOGATÓKÖZPONT teljes körű kiállítás építési – tervezés és kivitelezés a BALATONFELVIDÉKI NEMZETI PARK Igazgatóságának megbízásából.
- 2009 – Drávaszentes, DRÁVA KAPU természetvédelmi kiállítás és tervezése és kivitelezése a DUNA – DRÁVA NEMZETI PARK IGAZGATÓSÁGA megbízásából.
- 2009 – Pécs, TETTYE MÉSZTUFA BARLANG kiállítás építés – tervezése és kivitelezése a DUNA – DRÁVA NEMZETI PARK IGAZGATÓSÁGA megbízásából
- 2008 – Csurgó, ÉLŐHELYEK – ÜLŐHELYEK természetvédelmi kiállítás tervezése a DUNA – DRÁVA NEMZETI PARK IGAZGATÓSÁGA megbízásából.
- 2008 – Szászvár, Szászvári természetvédelmi, közösségi és látogató ház tervezése és kivitelezése DUNA – DRÁVA NEMZETI PARK IGAZGATÓSÁGA megbízásából.
- 2006 – Pécs, DALI KIÁLLÍTÁS – egyedi látványelemeinek megtervezése és kivitelezése a pécsi Művészetek Házának megbízásából.

## Kulturális és gazdasági programok tervezése és kivitelezése
- 2007–2009 – Pécs, PÉCS BEVÁSÁRLÓKÁRTYA – PROGRAM elindítása és működtetése.
- 2004–2005 – Pécs, PÉCSKÁRTYA (kulturális és idegenforgalmi) PROGRAM ötletgazdája és elindítója
- 2005–2006 – Pécs, PÉCS GIFT – souvenir kollekció ötletgazdája és elindítója
- 1993–1996 – Pécs, PEREM PLUSSZ – TV társalapító és kreatív vizuális munkák, operatőri tevékenység ellátása.

## Harcművészetek és sport
- Kyokushinkai karate 1. dan mesterfokozat. Mesterei: sensei Ditrói Zoltán, sensei Friss Ferenc és sensei Váczi Zoltán.
- Országos kyokushinkai karatebajnokságokon kétszeres II. helyezett és egyszeres III. helyezett.